# Serrata raiatea
Serrata raiatea is een slakkensoort uit de familie van de Marginellidae. De wetenschappelijke naam van de soort is voor het eerst geldig gepubliceerd in 2002 door Wakefield & McCleery.